# Laura Campos Ferrer
Laura Campos (Moncada y Reixach, 1977) fue alcaldesa de Montcada y Reixach desde las elecciones municipales de 2015 hasta el 2023. Vecina de Moncada Centro, su padre, José María Campos, fue el primer alcalde de la democracia por el PSUC y se mantuvo en el cargo hasta 1999. Estudió en la escuela pública de Montcada. Estudios inacabados de traducción e interpretación de inglés y de francés, ha trabajado como secretaria en un consorcio científico en el Sincrotrón ALBA, el acelerador de partículas que está en Cerdanyola del Vallés.
Es miembro de la comisión política local de ICV y consejera nacional de ICV. Laura Campos ha sido simpatizante de ICV desde hace más de una década, aunque se hizo militante recientemente. Es concejala desde 2008 en sustitución de Ramón Sánchez, que dimitió por motivos personales. Ha trabajado desde la oposición en temas del Área Interna. Fue elegida por unanimidad como cabeza de lista de Iniciativa. Su candidatura logró la alcaldía gracias a un sorteo que decantó del lado de ICV un concejal más, ya que estaban empatados a votos con la candidatura de Carmen Romero por Ciudadanos. Ha sido nombrada alcaldesa con los 4 votos de su coalición, los 3 de ERC, los 3 de Círculo Montcada y el voto del representante de la CUP.